# (2191) Uppsala
(2191) Uppsala (1977 PA1) – planetoida z pasa głównego asteroid okrążająca Słońce w ciągu 5,25 lat w średniej odległości 3,02 au. Odkryta 6 sierpnia 1977 roku.